# Atriplex subopposita
Atriplex subopposita är en amarantväxtart som beskrevs av Philipp Johann Ferdinand Schur. Atriplex subopposita ingår i släktet fetmållor, och familjen amarantväxter. Inga underarter finns listade i Catalogue of Life.